# Jonas Berggren
Jonas Petter Berggren (Nylöse church parish, 1967. március 21. –) svéd zenész, énekes, dalszerző és zenei producer, az Ace of Base popegyüttes tagja. Joker művésznéven is ismert.
Hétéves kora óta ír dalokat, ezen tevékenységét később az Ace of Base tagjaként is folytatta, amely együttest 1987-ben alapította meg húgaival, Linn és Jenny Berggrennel, valamint közös barátjukkal, Ulf Ekberggel. Az együttes legsikeresebb dalainak ("All That She Wants", "The Sign", "Beautiful Life") mind ő írta a szövegét. Zenészként gitáron és szintetizátoron játszik, valamint saját lemezstúdiója is van, a "The Barn". Pályája során olyan előadókkal dolgozott együtt, mint DJ Bobo, az Army of Lovers, E-Type vagy Meja.
Berggren farkastorokkal született, élete első évében három operáción is át kellett esnie emiatt. Felesége 2000 óta Birthe Haugland fodrász, négy gyermekük van.